# R2E Micral 8030
R2E Micral 8030 (Micral 8030) је серија професионалних рачунара фирме R2E која је почела да се производи у Француској током 1979. године.
Користили су Z80 микропроцесорску јединицу а RAM меморија рачунара је имала капацитет од 32 KB. 
Као оперативни систем кориштен је BAL.

## Детаљни подаци
Детаљнији подаци о рачунару Micral 8030 series су дати у табели испод.
|                       |                                                         |
| [ 1 ]                 |                                                         |
| Произвођач            |                                                         |
| Тип                   | професионални рачунар                                   |
| Меморија              | 32 KB                                                   |
| Поријекло             | Француска                                               |
| Година                | 1979                                                    |
| Тастатура             | пуни помак тастера, 78 тастера са нумеричком тастатуром |
| Процесор              |                                                         |
| Фреквенција процесора | непознато                                               |
| RAM                   | 32 KB                                                   |
| ROM                   | непознато                                               |
| Текст                 | 64 или 96 знакова x 20 линија                           |
| Графика               | непознато                                               |
| Боја                  | једна боја, зелена                                      |
| Звук                  | нема звука                                              |
| Димензије             | 56,5 (ширина) x 50 (дубина) x 21 (висина)               |
| Портови               |                                                         |
| Оперативни систем     |                                                         |